# Everlasting Love (film)
Pour les articles homonymes, voir Everlasting Love.
Pour plus de détails, voir Fiche technique et Distribution.
Everlasting Love (停不了的愛, Ga joi Heung Gong) est un film dramatique hongkongais réalisé par Michael Mak (en) et sorti en 1984 à Hong Kong.
Il totalise 10 435 613 HK$ de recettes au box-office.

## Synopsis
Une demoiselle nommée Liang Peijun est tombée sous le charme d'un médecin.

## Fiche technique
- Titre original : 停不了的愛
- Titre international : Tíng Bù Liǎo De Ài
- Réalisation : Michael Mak (en)
- Scénario : Manfred Wong
- Photographie : Gray Hoh
- Montage : Fan Kung Ming
- Musique : Lam Miu Tak
- Production : Johnny Mak
- Société de production : Johnny Mak Production
- Société de distribution : Golden Harvest
- Pays d'origine :  Hong Kong
- Langue originale : cantonais
- Format : couleur
- Genre : drame
- Durée : 98 minutes
- Dates de sortie :
  -  Hong Kong : 22 mars 1984

## Distribution
- Andy Lau : Eric
- Irene Wan : Pauline Leung Pui Kwun
- Loletta Lee : Lulu Leung
- Ng Man-tat : Bob